# تپه زیتعلی
تپه زیتعلی مربوط به دوره اشکانیان است و در شهرستان نهاوند، بخش خزل، روستای سیاه دره واقع شده و این اثر در تاریخ ۲۴ اسفند ۱۳۸۳ با شمارهٔ ثبت ۱۱۴۳۶ به‌عنوان یکی از آثار ملی ایران به ثبت رسیده است.